# NGC 2723
NGC 2723 este o galaxie lenticulară situată în constelația Hidra. A fost descoperită în 3 martie 1864 de către Albert Marth. Se află la o distanță de 54,59 de megaparseci de Pământ.